# Adolf Thomsen
Adolf Thomsen, född 10 juli 1852 i Bergen, död 24 juli 1903 i Sandefjord, var en norsk kompositör.
Thomsen bodde i Tromsø och var från 1883 organist i domkyrkan där. Han blev bekant med Edvard Grieg och flera av hans verk är dedicerade till denne. Han är mest känd för melodin till Barndomsminne fra Nordland (även kallad Å eg veit meg eit land) med text av Elias Blix, som ibland kallats för "Nordnorges nationalsång".
Thomsen och hans hustru Lorentze Em. fick tre döttrar: Alvhild, Frida och Ingrid, samt två söner: Einar och Sigvald.
Thomsen står staty i Kirkeparken i Tromsø; en byst av Trygve Thorsen från 1946.

## Några verk
- Barndomsminne fra Nordland - 1901
- Når fjordene blåner
- Gud signe vårt dyre fedreland